# ۱۹۸۳ (مجموعه تلویزیونی)
۱۹۸۳ یک مجموعهٔ تلویزیونی اینترنتی جنایی است که در سال ۲۰۱۸ منتشر شد. ماجرای این فیلم در دوره‌ای فرضی می‌گذرد که سقوط جمهوری خلق لهستان رخ نداده و پرده آهنین همچنان پابرجاست. این سریال نخستین مجموعهٔ تلویزیونی لهستانی نتفلیکس است.

## بازیگران
- ماچئی موسیاو
- روبرت وینتسکیویچ
- میخالینا اولشانسکا
- یولیا ویشینسکا
- زوفیا ویخواچ
- آندژی خیرا
- ادیتا اولشوفکا
- گژگوش وُنس
- اوا بواشچیک
- وویچیخ کالاروس
- میروسواف زبرویویچ
- پاتریتسیا ولنی
- کلایو راسل
- کشیشتف دراچ
- ماتئوش کوشچوکویچ
- آگنیشکا ژولفسکا
- زبیگنیف والریش
- الیزا ریتسمبل
- توماش وئوسوک
- کاتاژینا کویاتکوفسکا
- مارچین چارنیک
- کاتاژینا هرمان
- سیلوستر ماچیفسکی
- ماگدالنا اسمالارا
- مارچین پرخوچ
- الکساندرا یوستا
- کاتاژینا اسکارژانکا
- آندژی کونوپکا
- رافائو ماچکوویاک
- فیلیپ پوآویاک
- دوبرومیر دیمتسکی
- آگنیشگا گلینسکا
- کشیشتف شچپانیاک